# Szakib Kortbawi
Szakib Kortbawi – libański prawnik i polityk, maronita, związany z Blokiem Zmian i Reform.
Szakib Kortbawi ukończył prawo na Uniwersytecie Świętego Józefa w 1967 r. W latach 1995–1997 przewodniczył bejruckiemu Stowarzyszeniu Adwokatury. W 2005 i 2009 r. bezskutecznie ubiegał się o mandat deputowanego do libańskiego parlamentu. 13 czerwca 2011 r. został mianowany ministrem sprawiedliwości w rządzie Nadżiba Mikatiego.